# Barcani, Covasna
Barcani (în maghiară Zágonbárkány) este satul de reședință al comunei cu același nume din județul Covasna, Transilvania, România. Se află în partea de sud-vest a județului, în Depresiunea Întorsura Buzăului.

## Obiectiv memorial (Monumentul Eroilor)
Monumentul Eroilor Români din Primul și Al Doilea Război Mondial. Obeliscul a fost amplasat inițial în fața sediului primăriei din comuna Barcani, iar din anul 1972 a fost strămutat în fața Bisericii Ortodoxe . Monumentul cinstește memoria eroilor români jertfiți în Primul și Al Doilea Război Mondial. Acesta are o înălțime de 2,5 m, incluzând și soclul, și este realizat din piatră și marmură. Împrejmuirea este asigurată de un gard din beton. Pe fațada obeliscului sunt înscrise numele a 44 de eroi români.

## Descriere
Centru de comuna, localitatea Barcani este situata la sud de Zagon, intr-o zona bogata in frumuseti natu rale, in coltul sud-estic al judetului Covasna, pe DJ 121 E, la o altitudine de 720–750 m. De aceasta comuna apartin satele Ladauti si Saramas.
Vestigii arheologice. Pe teritoriul fostei localitati Costanda, cu ocazia unui sondaj din 1960 si 1962 s-a descoperit un nivel de locuire neolitic timpuriu cu microlite geometrice si un loc de 
prelucrare a acestora.
Prima atestare documentara: 1843, Zagoni-Bodza; 1874 Zagonbarkany.

## Denumiri istorice
Preotul Gheorghe Radu, fiu al satului, in monografia comunei natale, afirma ca de numele localitatii sunt legate mai multe ipoteze: in vechime locuitorii aveau asezate gospodariile pe dealurile dimprejur (Dealul Almas), actualele lunci fiind acoperite de apa; oamenii se deplasau folosind barcile si de la acestea ar fi venit numele Barcani ("barca"); aici ar fi existat un turc numit Barcan, de unde a venit numele comunei; aici a fost o fabrica de borcane (glajarie) si de la "borcan" s-a ajuns la numele comunei; a existat si un vistiernic pe nume Barcan, membru al Sfatului lui Mihai Viteazul in Transilvania. O ipoteza plauzibila este cea dupa care numele localitatii vine de la mediul geografic unde este amplasata. Astfel, Barcani ar veni de la bara-balta, barc, ceea ce reprezinta o lunca plina de balti. In tara mai sunt si alte localitati al caror nume au aceiasi radacina: Barcani, Barcanesti etc.
Primii locuitori se spune ca sunt veniti din Depresiunea Barsei, fugiti din localitatile fostelor scaune secuiesti din apropiere. Dupa infiintarea glajeriei, au venit aici si alte familii, intre care si polonezii Solosovics (numele lor ulterior a fost maghiarizat). Familiile cele mai vechi sunt: Steloias, Doboli, Calcea, Gociman, Arnaut, Boroc, Cojocaru, Floroianu si Stroie. Intemeietorii glajariei au fost din familiile Hartfig, Vitman, Ghembeschi, Ioncu, Suler etc. La inceput, satul Barcani a apartinut din punct de vedere administrativ de comuna Zagon. In 1856, Barcani, numit atunci Barcan, era catun al satului Zagon. Din "Tabella Naturom" intocmita de Protopopiatul Ortodox Treiscaune in 1843, rezulta ca in acel an in " Zagoni-Bodza" s-au nascut 46 de copii (25 baieti si 21 fete) si au murit 32 de suflete.
Interesant pentru istoria comunei este urmatorul anunt din Gazeta Transilvaniei, publicat la 4 februarie 1899, sub titlul "Cumparare de mosie", cu urmatorul cuprins: "Ni se comunica faptul ca dl. Ioan Dima, paroch gr.or. in Sita Buzau si Nicolae Rusu, mare proprietar tot acolo, au cumparat impreuna de la contele Mikes Benedek, mosia Barcani (in Sacuime), dimpreuna cu asezamintele fabricii de sticla deacolo, cu pretul de 110.000 florini. Mosia consta din 4-5000 jugare de padure si pasune".
In timpul primului razboi mondial, pr. Gheorghe Burlea din Barcani-Covasna, a fost inchis in perioada 23 octombriedecembrie 1915. Fiind invinuit de spionaj, a fost arestat din nou in decembrie 1916 si inchis 7 luni la Brasov si 7 luni la Cluj, apoi internat in orasul Sfantu Gheorghe, pana in noiembrie 1918.
La intoarcerea de pe front, un alt mare animator al vietii romanesti din localitate a fost primarul Cristifon Purecel, care impreuna cu pr. Gheorghe Burlea a organizat Garda Nationala romaneasca din localitate. Maghiarii si-au format si ei garda lor (condusa de Ioan Hartzig). Intr-o dimineata cetoasa, garda maghiara a fost incercuita si a depus armele de bunavoie, fara 
varsare de sange.
Autoritatile maghiare l-au condamnat la moarte prin spanzuratoare pe pr. Gheorghe Burlea pentru activitatea lui patriotica. A fost insa salvat de Adolf Solosovics (localnic). Despre pr. Burlea se stie ca a pastrat legatura si cu protopopul Saftu al Brasovului (conducatorul garzii nationale de aici, de la care a primit bani, cumparand arme pentru garda din Barcani).
La Credentionalul pentru Marea Adunare de la Alba Iulia din 1 decembrie 1918 au subscris 154 capi de familie (Todor, Morar, Dragomir, Floroian, Purecel, Olari, Ola, Sima, Calcea, Aldea, Bocarnea, Sporea, Stroie, Boricean, Bularca, Terzea, Gociman, Darstar, Burgus, Neagoie, Zernescu, Dobrinas, Todor, Lupsa, Serban, Gujba s.a.), intre care si preotul Georgiu Burlea.
Dupa Marea Unire, localitatea a cunoscut o dezvoltare ascendenta, inclusiv in a doua jumatate a sec. al XX-lea, cand s-a aflat in zonanecooperativizata. In perioada interbelica a apartinut judetului Brasov.
Comuna are legaturi traditionale cu Brasovul si localitatile din Tara Barsei, cu cele din zonele Sfantu Gheorghe si Covasna, dar si cu asezarile vecine din judetul Buzau.
Daca din punct de vedere administrativ satul Barcani a apartinut de la infiintarea sa de comuna Zagon, din punct de vedere bisericesc,

## Religie
Localitatea a fost filie la parohia Sita Buzaului pana in 1902, cand se organizeaza ca parohie de sine statatoare. Actuala biserica din Barcani a fost construita in anul 1896- 1897, avand hramul " Sfantul Nicolae". La zidirea bisericii si-au adus o importanta contributie Nicolae Purecel si Dumitru Terzea.
Temelia este din piatra, iar peretii sunt din lemn de brad. Sfantul locas este zidit in forma de cruce cu doua abside, cu un turn nu prea inalt, acoperit cu tabla, la fel cu acoperisul, nu prea inclinat. Absidele sunt in forma semicilindrica, cu altarul despartit de naos prin tampla. Altarul are naosul lung de 16 m, tinda de 2,3 m, cu o lungime totala de 24 de m si latimea de 7,7 m. Mesterii au fost lemnari locali. Lucrarea de pictura a durat intre 1 iunie-14 septembrie 1975 si a fost executata de pictorul Stefan Chioreanu din Leresti-Muscel, in stil neo-bizantin, tehnica "tempera".
In anul 1897, satenii din Barcani au achizitionat pentru biserica din sat 23 de carti bisericesti.
Intre cartile valoroase de cult sunt: Chiriacodromion (1855); o Cazanie, fără a se cunoaste anul din cauza filelor lipsa; Biblia (1868); Evanghelie (1859); Penticostar (1859); Triodion (1860); Apostol (1879); Mineele din 1892-1893; Psaltire (1895); Ceaslov (1896); carti de biblioteca de la 1896 pana la 1917. Intre icoane sunt cateva apartinatoare anului 1897, mai exista un clopot, vase de cult, potir, disc, lingurita, copie, cadelnita, steluta si epitaf.
In 1947, parohia ortodoxa avea 11,6 ha de teren. Dupa o lucrare mare de renovare, biserica a fost sfintita in anul 1956 la 8 noiembrie, de un sobor de preoti in frunte cu ieromonahul Serafim Popescu de la Sambata de Sus.
Astfel s-a reparat biserica si acoperisul in intregime, s-a imbunatatit turnul; in interior a fost zugravita din nou, s-au cusut stergare cu motive populare, s-au cumparat un rand de vesminte albastre si diferite carti de cult. In interior, biserica e imbracata cu un strat de trestie, peste care s-a tencuit si s-a zugravit cu un frumos chenar bisericesc. Toata partea lemnoasa (usi, ferestre, mobilier) a fost vopsita din nou.
In anul 1976 s-a realizat sfintirea bisericii de catre Mitropolitul Nicolae Mladin si un sobor de preoti, venind credinciosi din toata Depresiunea Intorsurii Buzaului.
In fata bisericii s-a asezat crucea eroilor, cu un grilaj de ciment si de fier, s-a construit un zid de piatra, precum si portile si gardul de fier. Cimitirul parohial a fost imprejmuit cu un gard de scanduri. Pentru biserica s-a primit donatie o icoana mare a Mantuitorului. In timpul slujirii primului preot titular, Gheorghe Burlea, un mare animator al vietii nationale, s-a construit si casa parohiala in fata bisericii din sat.
In anul 1911, romanii au strans bani pentru a cumpara si ridica un clopot pentru catolici si reformati (a fost turnat de un mester ceh la Timisoara - Novotni Anton - fapt inscriptionat pe clopot). Catolicii si reformatii sunt recunoscatori romanilor care i-au ajutat, printre care: Dumitru Terzea, Nicolae Calcea, Petru Purecel, Nicolae Bocarnea etc. Astazi sunt multe familii mixte. La biserica ortodoxa vin adesea si catolici si reformati, uneori aducand si ofrande. Comunitatea maghiara formata in 1910 din 84 credinciosi romano-catolici si 73 reformati, in 1992 mai avea doar 12 catolici si 9 reformati.
De mai multe ori parohia Barcani a fost vacanta, fiind administrata de preotii din jur. Primul preot stabil a fost Gheorghe Burlea (august 1902-februarie 1925), care in protocoale semneaza George. S-a nascut la 15 noiembrie 1875 in comuna Hurez (Fagaras), a făcut teologia la Sibiu, a activat 4 ani ca invatator; la 26 august 1902 a fost hirotonit de Mitropolitul Ioan Metianu pentru Barcani. Dupa moartea sa, parohia a fost administrata de preotii din jur: pr. Gheorghe Neagovici din Intorsura Buzaului, Ioan Dima din Sita Buzaului si pr. Olimpiu Rusu din Sita Buzaului (aprilie 1926-noiembrie 1928). Al doilea preot stabil a fost Filip Nicanor (1928-1948) - originar din Apoldu de Sus (Sibiu); a refacut casa parohiala si a acoperit-o cu tigla, in 1935 i-a adaugat o veranda de caramida (folosita ca birou si bucatarie de vara. In 1936 - s-a făcut gardul din fata bisericii, amenajarea cimitirului si planul pentru renovarea bisericii (inlaturat in favoarea noi biserici); s-au strans materialele necesare, dar cu timpul s-au irosit. A urmat pr. Andrei Nica - (iulie 1949-octombrie 1950).
Parohia a rămas vacanta mai mult de un an, administrata de pr. Ioan Popescu de la Saramas, care a fost transferat aici (noiembrie 1950-mai 1953), apoi s-a mutat la cerere. A locuit intr-o casa cu chirie, a infrumusetat biserica, zugravind-o din nou, a refacut icoanele mici ale iconostasului, a adus vase sfinte noi; cimitirul a fost imprejmuit si gardul din jurul bisericii a fost refacut. In perioada mai-octombrie 1953, parohia a fost din nou vacanta, fiind administrata de pr. Alexe Apafi din Saramas. Ioan Batranu (1953-1971) a venit la 1 noiembrie 1953. Era originar din comuna Harman.
La 29 septembrie 1963, consiliul parohial a hotarat ca toti credinciosii ce au donat 1.000 lei sa fie numiti "ctitori", iar ceilalti doar binefacatori. Ctitori sunt: cantaretul Vasile Popica, Gheorghe Bularca, Petru Gusba, Nicolae Popica, iar binefacatori: Constantin Bocarnea, Ioan Bocarnea, Cristifon Purecel, Iuliu Moldovan, Susana Gabor, Alexandru Terzea, Vasile Marin. In primavara anului 1971, pr. Ioan Batranu s-a pensionat. A urmat pr. Adrian Boghici (1971-1976), transferat de la Iarasi. 
Cu contributia credinciosilor din parohie, in vara anului 1975 biserica a fost pictata. La terminarea picturii locasul a fost tarnosit de Mitropolitul Nicolae Mladin. Dupa transferul pr. 
Adrian Boghici la Brasov, in parohie a fost repartizat pr. Corneliu Bujoreanu (1977-1994), absolvent al Institutului Teologic din Sibiu (fiul pr. Viorel Bujoreanu, paroh in Gheorghieni la acea data). In aceasta perioada au fost efectuate lucrari de intretinere si reparatii la biserica si casa parohiala.
Din ianuarie 1995 altarul bisericii din Barcani are drept slujitor pe pr. Gheorghe Radu, fiu al satului. In anii 1995-1996 (la 100 de ani de la inaltare), biserica si casa parohiala au fost reparate capital, cu ajutorul P.S. Ioan si a credinciosilor. In noiembrie 1996, biserica a fost resfintita de P.S. Ioan Selejan, in cadrul unor manifestari cultural-religioase organizate cu ocazia acestui eveniment. Cu acest prilej, vladica Ioan a acordat distinctia de iconom pr. paroh, care, pe langa misiunea pastorala, desfasoara si o activitate didactica la scoala din sat.

## Învățământ
La sfarsitul sec. al XIX-lea, scoala confesionala ortodoxa a functionat in diferite locuri (case particulare). In anul scolar 1899/1900 cursurile scolii au fost urmate de 106 elevi, din care 57 baieti si 49 fete. Concomitent, tinerii urmau cursuri de catehizare tinute de preotul paroh. In anul 1904, aceste cursuri au fost urmate de 87 tineri si de catre 53 elevi de la "scoala de repetitie". Pe fondul aplicarii legilor de maghiarizare, scoala confesionala ortodoxa cu predare in limba romana isi inceteaza activitatea, fiind transormata in scoala de stat, cu predare in limba maghiara. Pentru o perioada de aproape 24-30 ani scoala a functionat in punctul numit 
Glajarie, intre anii 1900-1925, dupa care intr-un alt sediu. Batranii isi amintesc despre un invatator Arpad din Ladauti, unul Molnar Iosif si altul Stoica din Barcani, de la aceste scoli, 
in care se preda in romana doar religia.
Dupa Marea Unire din 1918, lucrurile au revenit la normal iar invatamantul in limba romana a cunoscut o puternica afirmare. Localul actual al scolii a fost construit in anul 1935, dupa care, in perioada 1975-1980 a fost extins cu trei sali de clasa. Incepand cu anul 1950 pana in 1962, scoala a avut internat si cantina, deoarece elevii din satele Ladauti si Saramas, sate apartinatoare comunei, frecventau clasele V- VII in cadrul Scolii Generale Barcani.
Dupa anul 1958, Scoala Generala Barcani functiona cu un numar de 13 cadre didactice, 4 clase la ciclul primar si 3-4 clase la ciclul gimnazial, avand un total de 116 elevi. Populatia scolara a crescut an de an, de asemenea si numarul cadrelor didactice, astfel ca in anul scolar 1970-1971 se aflau la scoala 11 clase, dintre care 5 la ciclul primar, cu un numar de 154 elevi, 4 la ciclul gimnazial, cu un numar de 123 elevi, si clasele IX-X, cu un efectiv de 39 elevi. In 1960 existau 13 cadre didactice, 22 in 1979, 21 in anul 2000 si 293 de elevi, impartiti in 14 clase, de la I la VIII. In anul scolar 1999/2000, au fost inscrisi la scoala, cu predare in limba romana, 359 copii, din care 66 in ciclul prescolar, 140 in cel primar, iar 153 in cel gimnazial.
Incepand cu anul scolar 1964/1965, scoala l-a avut ca director pe Ioan Toltea, profesor de matematica. Urmatorii 5 ani, pana in anul 1970, scoala a fost condusa de Purecel Viorel, profesor de geografie-istorie; urmatorii directori ai scolii au fost: Ioan Paul Voinescu, Alexandru Stauble, iar din anul 1980 pana in prezent de Gheorghe Grijan. Activitati deosebite organizate de scoala au fost numeroasele actiuni cultural artistice. Activitatea cadrelor didactice de la aceasta scoala este meritorie, dovada este faptul ca foarte multi absolventi s-au realizat intelectual si profesional.
Industria casnica taraneasca se practica in Barcani si in 1984, pastrandu-se si obiceiul amenajarii locuintei cu piese traditionale si cel al purtarii portului popular. In perioada interbelica, localitatea Barcani s-a bucurat de activitatea cercului cultural al ASTREI, de programele culturale si artistice organizate de catre aceasta institutie.
Indeosebi formatiile locale de teatru popular laic in limba romana, in satele arcului intracarpatic au avut o influenta benefica, datorate si vecinatatii Brasovului. "Trupele de actori erau constituite, de regula, din tineri sateni si elevi, iar repertoriul era format din scenete si piese de teatru intr-un act cu continut moralizator. Spectacolele de teatru impreuna cu recitari, bucati corale si dansuri populare faceau parte din programele artistice prezentate cu ocazia sarbatorilor de iarna si a incheierii anului scolar. Asemenea spectacole au avut loc in majoritatea satelor cu populatie romaneasca, din curbura interioara a Carpatilor, in care existau biserici ortodoxe si scoli confesionale. Ele au asigurat prezenta ideii de teatru in aceste sate si au pregatit performatele de mai tarziu ale trupelor din zona Intorsurii Buzaului, indeosebi ale celor din Barcani si Zagon".
In timpul celui de al doilea razboi mondial, arhiva comunei Barcani si Zagon a fost arsa. Pe teritoriul localitatii, alaturi de monumentele ridicate, se afla si cateva troite, inaltate prin bunavointa unor familii de buni crestini: familia lui Gheorghe Boricean a inaltat o troita in partea de nord a satului; familia lui Gheorghe Mitrofan, iar langa clopotnita (amintita mai sus) familia Bocarnea a ridicat o troita (1947); tot in 1947, a ridicat o troita si familia Sima; de asemenea si familiile Aurel Bocarnea si Vasile Chis au contribuit la inaltarea unei troite; din 1945 o troita dainuie si pe dealul Almas. In memoria ostasilor romani din sat cazuti in cele doua razboaie mondiale s-a ridicat un monument in fata bisericii, avand o inaltime de 2,50 m. Soclul este alcatuit din trei corpuri dreptunghiulare, cu un paralelipiped deasupra pe care este aplicata o placa cu numele eroilor. Lateral sunt doi stalpi in forma torsionata, iar deasupra monumentului se afla o cruce treflata. La baza monumentului se gasesc doua urne funerare.
Dupa 1848, inregistrarile de stare civila se faceau la biserica in Sita Buzaului de care satul apartinea. La Arhivele Nationale din Sf. Gheorghe se afla registrele parohiale de stare civila ale parohiei ortodoxe din Barcani intre anii 1874-1897.

## Personalități
Localitatea Barcani a dat urmatoarele personalitati: Cristifon Purecel (1893-1983) - poet popular, autor al volumelor: Dorul soldatului - poezii din razboi, Brasov, 1915; Patima razboiului, Brasov, 1916; Fata si feciorul, Brasov, 1916. A fost primul primar al comunei Barcani.
Romulus si Remus Purecel (frati gemeni) (26 decembrie 1935) - Remus mort in anul 1994 si Romulus in anul 1995 - ambii ingineri, specialisti de marca in istoria automobilistica, membri in conducerea Uzinei de Autoturisme Pitesti. Ioan Solomon (nascut in august 1954) - avocat, presedinte al Ligii Cultural-Crestine "Andrei Saguna" Sfantu Gheorghe, membru in Adunarea Nationala Bisericeasca, in Adunarea si Consiliul Eparhial al Episcopiei Covasnei si Harghitei, reprezentant de frunte al societatii civile romanesti, aparator permanent al afirmarii identitatii romanesti din zona. Ioan Iaru (1937-1995), Constantin Neagoe (1934-1995), Virgil Solomon (nascut in 29.07.1949) - actori amatori, conducatorii formatiei de teatru a Caminului Cultural Barcani, laureata a mai multor premii judetene si nationale,Purecel Viorel profersor-fost director al scolii generale Barcani.
Mircea Solomon, profesor universitar la Academia de Educatie Fizica si Sport, Bucuresti. Gheorghe Radu (nascut in 1952- decedat in 2014) - preot, autorul lucrarii monografice Istoricul vietii bisericesti a romanilor din tinutul Buzaielor transilvanene si imprejurimi, teza de licenta in teologie, Sibiu, 1979 si a unei monografii a satului natal.